# Stefano Palumbo
Pour les articles homonymes, voir Palumbo.
Stefano Palumbo est un dessinateur de bande dessinée né en 1973 à Naples.

## Albums
- La Grande Évasion tome 2 : Le Labyrinthe, scénario de Mathieu Gabella (Delcourt, 2012)
- Virus, scénario d'Isabelle Plongeon, couleurs de Stéphane Paitreau

Tome 1 : Le Jeu (Soleil, 2004)
- Galata, scénario d'Alain Paris et Fred Le Berre, dessinée par Stefano Palumbo

T1 : Le Poète assassiné (Les Humanoïdes Associés coll. « Dédales » , 2005)
T2 : L'Ermite des météores (Les Humanoïdes Associés coll. « Dédales », 2006)